# Dar as-Salām
Dar as-Salām es un distrito de la gobernación de Suhag, Egipto. En julio de 2017 tenía una población estimada de 411 524 habitantes.
Se encuentra ubicado en el centro del país, junto al río Nilo, a poca distancia al norte de Luxor.